# Пам'ятник Тарасові Шевченку (Оришківці)
Пам'ятник Тарасові Шевченку в Оришківцях — погруддя українського поета Тараса Григоровича Шевченка в селі Оришківці Гусятинського району на Тернопільщині.

## Опис
Пам'ятник споруджено 2014 року.
Погруддя виготовив місцевий скульптор Ігор Потикевич.

## Історія
Парох о. Григорій Полоз організував встановлення пам'ятника Тарасу Шевченку з нагоди 200-ліття від дня його народження.